# 塞德龍 (密蘇里州)
塞德龍（英語：Cedron）是位於美國密蘇里州莫尼托縣的非建制地區。

## 歷史
塞德龍的郵局於1896年設立，其後於1907年停運。

## 地理
塞德龍所處的海拔為高於海平面239米（即784英呎），而該地所採用的時區為UTC-6，即北美中部時區（CST）。同時該地設有夏令時間，為UTC-6調快一小時，即UTC-5（CDT）。